# Juraj Tušiak
Juraj Tušiak (Petrőc, 1935. január 26. – Iriški Venac, 1986. január 17.) szlovák író, költő, és műfordító.

## Élete
A Vajdaságban, Petrőcön született, szülővárosában végezte el az általános iskolát és a gimnáziumot. Szerb és orosz nyelvet tanult az Újvidéki Felső Pedagógiai Iskolában. 1956 és 1963 között tanár volt Dunacsében, Petrőcön és Bulkeszin. Később újságíró lett, újságokban, magazinoknál dolgozott, többek között a Pionieri gyermekmagazin szerkesztőjeként, majd főszerkesztőjeként. Egész életében a Vajdaságban dolgozott. Gyerekeknek és felnőtteknek szánt műveket írt, az alkotásait több nyelvre lefordították (albán, magyar, ruszin és szerb). Saját munkái mellett szerb-horvát, szlovén, ruszin, cseh és szlovák nyelvről fordított.

## Művei
- Za priehršť radosti (1959)
- O bielom jeleňovi (1961) A fehér szarvasról
- Maliny v januári (1962) Málna januárban
- Jednoduché slová (1969) Egyszerű szavak
- Maximilián v meste (1971) Maximilian a városban
- Muška svetluška a hračky (1972)
- Postavím si kaštieľ vežičkový (1973) Építek egy kastélytornyot
- Krčma (1973) Kocsma
- Štvrtácka jar (1975) A negyedik tavasz
- Modrá báseň (1977) Kék vers
- Cirkus Pikolo, výber (1978)
- Kráľovské rozprávky (1981) Királyi mesék
- Otčina (1982) Szülőhaza
- Zelený Zajko (1985) Zöld nyuszi
- Čarodejný zvonček (1986) A mágikus harang

## Műfordításai
- Szerb nyelvre
  - Vincent Šikula: Prázdniny so strýcom Rafaelom (Nyaralás Rafael bácsinál)
  - Ľudo Ondrejov: Zbojnícka mladosť (Rabló ifjúság)

## Magyarul
- A hold és az erdő és Nikifor rák, a különös szabó (fordította: Roncsák Alekszandár) Sok kis csillag – Válogatás Jugoszlávia nemzeti és Vajdaság nemzetiségi irodalmából (Tankönyvkiadó, Újvidék, 1980, illusztrálta: Mirko Stojnić)[1]

## Fordítás
- Ez a szócikk részben vagy egészben  a   Juraj Tušiak című szlovák Wikipédia-szócikk ezen változatának fordításán alapul.  Az eredeti cikk szerkesztőit annak laptörténete sorolja fel. Ez a jelzés csupán a megfogalmazás eredetét és a szerzői jogokat jelzi, nem szolgál a cikkben szereplő információk forrásmegjelöléseként.